# Miðfjörður, Húnaflói
Miðfjörður är en fjord i republiken Island.   Den ligger i regionen Norðurland vestra, i den västra delen av landet, 150 km norr om huvudstaden Reykjavík.